# 12871 Samarasinha
12871 Samarasinha este un asteroid din centura principală de asteroizi.

## Descriere
12871 Samarasinha este un asteroid din centura principală de asteroizi. A fost descoperit pe 24 iunie 1998 la Stația Anderson Mesa în cadrul programului LONEOS. Asteroidul prezintă o orbită caracterizată de o semiaxă mare de 2,27 ua, o excentricitate de 0,17 și o înclinație de 5,3° în raport cu ecliptica.